# Futuro Europa
Futuro Europa è una rivista letteraria trimestrale dedicata alla fantascienza.
Fondata da Ugo Malaguti e Lino Aldani nel 1988, ne è uscito il primo numero nel dicembre di quell'anno.
Pubblicata inizialmente da Perseo Editore (Bologna) e, dopo il fallimento di questi, rilevata da Elara (Bologna), ospita racconti di autori italiani ed europei (con l'eccezione di quelli di lingua inglese).